# ФК «Промкооперация» в сезоне 1933
Сезон 1933 года стал для ФК «Промкооперации» Москва дванадцатым в своей истории. Подлинной информации о выступлениях команды в турнирах в этом сезоне нет, это связано с тем что в 1932-1933 годах было резко сокращено освещение футбола в советской прессе.

## Состав команды
Достоверно известно выступление в первой команде Станислава Леута.
Из воспоминаний, одного из основателей клуба, Николая Старостина известно, что в 1920-х и 1930-х годах за клуб выступали братья: Мошаровы (Иван, Павел, Фёдор и Александр), Козловы (Борис, Александр, Виктор и Григорий Ивановичи), Козловы (Александр и Алексей Васильевичи), Козловы (Алексей и Василий Ивановичи), Виноградовы (Виктор, Александр и Андрей), Гудовы (Филипп, Николай и Сергей) и Степановы (Николай, Сергей, Борис и Владимир).

## Товарищеские матчи
| 26 сентября 1933 | Сб. профсоюзов Днепропетровска | –:– | Промкооперация (Москва) | Днепропетровск    |
|                  |                                |     |                         | Стадион: «Динамо» |

| 27 сентября 1933 | Динамо (Днепропетровск) | –:– | Промкооперация (Москва) | Днепропетровск    |
|                  |                         |     |                         | Стадион: «Динамо» |